# Werner Altendorf

Werner Altendorf, Porträtfoto aus dem Reichstags-Handbuch 1934

Werner Altendorf (* 24. November 1906 in Neuruppin; † 3. Mai 1945 in Bad Kleinen) war ein deutscher Funktionär der Hitlerjugend, Schriftsteller und Politiker (NSDAP).

## Leben und Wirken
Nach dem Abitur am Friedrich-Wilhelms-Gymnasium in Neuruppin studierte Altendorf ab 1925 Rechtswissenschaft an den Universitäten in Jena, Berlin und Breslau, brach sein Studium aber 1930 ohne Abschluss ab. Von Dezember 1929 bis Juli 1930 war er Truppführer im NS-Studentenbund Breslau.
Ab Dezember 1929 gehörte Altendorf der HJ an und trat zum 1. März 1930 in die NSDAP ein (Mitgliedsnummer 203.120). Von Juli bis Dezember 1930 trat er als Bezirksredner der NSDAP für Mitteschlesien-Nord auf. Im Dezember 1930 wurde er hauptamtlicher HJ-Führer. Unter anderem übernahm er im April 1931 die Führung der HJ-Gruppe Schlesien und außerdem der HJ-Gruppe Mitte in Breslau, in welcher die HJ-Gaue Sachsen, Thüringen, Halle-Merseburg und Magdeburg-Anhalt zusammengeschlossen waren. Im November 1931 wurde er Führer des HJ-Gebiets Schlesien mit den Gauen Breslau, Niederschlesien und Oberschlesien und übernahm außerdem die Führung des HJ-Gaues Oberschlesien. Von 1932 bis November 1934 war er Führer des HJ-Gebietes Schlesien in Breslau und zugleich Gebietsjungvolksachbearbeiter der HJ-Gebietsführung. Von Dezember 1934 bis November 1942 fungierte er als Führer des HJ-Gebiets Mecklenburg in Bad Kleinen bzw. Schwerin. Dabei bekleidete er seit April 1942 den Rang eines HJ-Obergebietsführers.
Ab September 1939 nahm Altendorf am Zweiten Weltkrieg teil. Er wurde im Mai 1940 zum Unteroffizier befördert und schied im März 1941 als Leutnant schwerverwundet aus dem Kriegsdienst aus. Er wurde im November 1942 zur Reichsjugendführung versetzt und zum Inspekteur des Reichsjugendführers für den HJ-Landdienst ernannt. Im November 1943 kommandierte man ihn in das Hauptkulturamt der Reichspropagandaleitung, wo er sich auf Wunsch des Amtsleiters Karl Cerff als Reichsamtsleiter um den künstlerischen Nachwuchs kümmern sollte. Als dies vom Reichsschatzmeister nicht genehmigt wurde, wurde Altendorf von der Partei-Kanzlei übernommen und im Oktober 1944 als Kreisleiter der NSDAP in die NSDAP-Gauleitung nach Kattowitz versetzt.
Altendorf war im Jahr 1933 für einige Monate Mitglied des Preußischen Landtages. Von November 1933 bis zum Ende der NS-Herrschaft im Frühjahr 1945 saß Altendorf als Abgeordneter im nationalsozialistischen Reichstag.
Altendorf betätigte sich als Schriftsteller und Liederschreiber. Er war ein bekannter HJ-Poet und gilt als Erfinder des Adolf-Hitler-Marsches der deutschen Jugend (1934), der als „Bekenntnismarsch der deutsche Jugend“ für das ganze Reich übernommen wurde. Sein literarisches Werk umfasst vor allem Lieder, Gedichte und Laienspiele für die Sturmabteilung (SA) und für die Hitlerjugend.
Am 3. Mai 1945, kurz vor Ende des Zweiten Weltkrieges, nahm Altendorf sich in Bad Kleinen oder im amerikanischen Internierungslager Dachau das Leben.
Nach Ende des Zweiten Weltkrieges wurden Altendorfs Schriften Hitlerjungens im Kampf, Ein Spiel aus den Anfängen der Hitler-Jugend (Kaiser, München 1934), Trutz Teufel und Tod (Kaiser, München 1934) und Ein junges Volk steht auf. Kampflieder (Voggenreiter, Potsdam 1935) in der Sowjetischen Besatzungszone auf die Liste der auszusondernden Literatur gesetzt.  In der Deutschen Demokratischen Republik folgte auf diese Liste noch sein Es ward ein Volk (Kaiser, München 1938).

## Veröffentlichungen
- Jungvolk steht auf. Gedichte, 1930
- Denn wir marschieren! Worte und Weisen, Breslau 1932
- Hitlerjungens im Kampf. Ein Spiel aus den Anfängen der Hitler-Jugend, München 1934
- Trutz Teufel und Tod. Ein Spiel von Freiheit und Gesetz, München 1934
- Ein junges Volk steht auf. Kampflieder, Potsdam 1935
- Der Tierkreis. Eine fröhliche Philosophie mit unseren entfernten Verwandten, Potsdam 1936
- Es ward ein Volk, München 1936
- Revolution (Hört ihr es grollen)